# Ehemalige Kapelle Volksschule Brandlecht

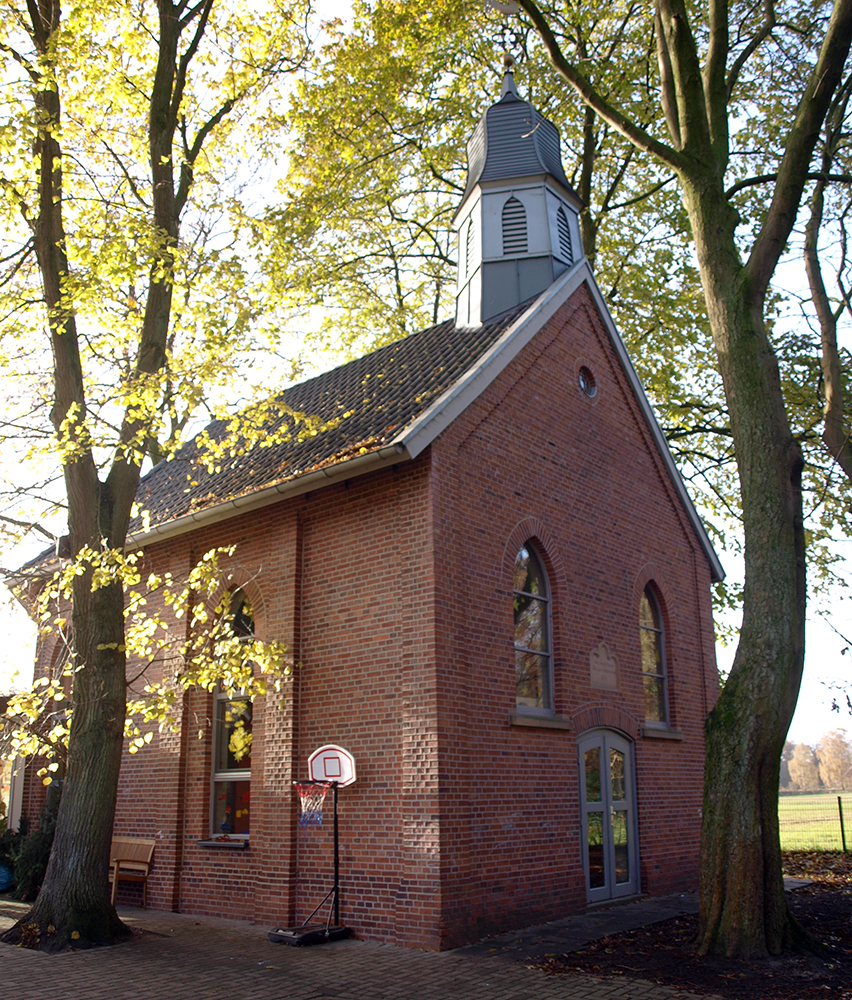
Ehemalige Kapelle Volksschule Brandlecht

Die ehemalige Kapelle der katholischen Volksschule in Brandlecht liegt in Brandlecht am Postweg 60. Sie steht unter Denkmalschutz.
1622 wurde die Volksschule Brandlecht erstmals urkundlich in einer Abgabenordnung erwähnt. Das Schulgebäude befand sich auf dem Gelände von Gut Brandlecht. Nach der Reformation errichteten Jesuiten 1661 zwischen der Schule und dem damaligen Reitstall eine Kapelle. 1655 kam es zur schulischen Trennung der Konfessionen, als die reformierte Gemeinde ein eigenes Schulgebäude auf dem Kirchplatz Brandlechts errichtete, in dem neben zwei Klassenräumen auch eine Lehrerwohnung untergebracht war. Am Postweg wurden fortan nur noch die in der Unterzahl befindlichen Schüler katholischer Familien unterrichtet. 1911 wurde eine neue katholische Volksschule an der Engdener Straße 42 errichtet. 
Heute befindet sich auf dem Anwesen ein Kindergarten, der 1972 in der Kapelle gegründet und inzwischen durch weitere Gebäude auf dem Gelände erweitert wurde. Die Kapelle dient als Bewegungsraum der Kinder.